# Argyra idahona
Argyra idahona är en tvåvingeart som beskrevs av Harmston och Frank Hall Knowlton 1946. Argyra idahona ingår i släktet Argyra och familjen styltflugor.
Artens utbredningsområde är Idaho. Inga underarter finns listade i Catalogue of Life.